# Diocesi di Mina
La diocesi di Mina (in latino: Dioecesis Minensis) è una sede soppressa e sede titolare della Chiesa cattolica.

## Storia
Mina, identificabile con le rovine nei pressi di Relizane nell'odierna Algeria, è un'antica sede episcopale della provincia romana della Mauritania Cesariense.
Sono due i vescovi documentati di questa diocesi africana. Cecilio figura al 49º posto nella lista dei vescovi della Mauritania Cesariense convocati a Cartagine dal re vandalo Unerico nel 484; Cecilio, come tutti gli altri vescovi cattolici africani, fu condannato all'esilio. Secondino intervenne al concilio cartaginese del 525 e sottoscrisse al 9º posto gli atti della prima seduta, celebrata il 5 febbraio; Bonifacio di Cartagine si felicitò con Secondino per essere riuscito a presentarsi al concilio, malgrado la situazione instabile della sua provincia.
Dal 1927 Mina è annoverata tra le sedi vescovili titolari della Chiesa cattolica; dal 31 maggio 2010 il vescovo titolare è Wilfried Theising, vescovo ausiliare di Münster.

## Cronotassi

### Vescovi residenti
- Cecilio † (menzionato nel 484)
- Secondino † (menzionato nel 525)

### Vescovi titolari
- Herman Joseph Meysing, O.M.I. † (19 dicembre 1929 - 11 gennaio 1951 nominato arcivescovo di Bloemfontein)
- Joseph Mark McShea † (8 febbraio 1952 - 11 febbraio 1961 nominato vescovo di Allentown)
- Heinrich Theissing † (13 marzo 1963 - 11 novembre 1988 deceduto)
- Carlos Arthur Sevilla, S.I. (6 dicembre 1988 - 31 dicembre 1996 nominato vescovo di Yakima)
- John 'Oke Afareha (3 marzo 1997 - 29 marzo 2010 nominato vescovo di Warri)
- Wilfried Theising, dal 31 maggio 2010